# فریتز امران
فریتز امران (انگلیسی: Fritz Emeran؛ زادهٔ ۲۸ مارس ۱۹۷۶) بازیکن فوتبال اهل فرانسه است.
از باشگاه‌هایی که در آن بازی کرده‌است می‌توان به باشگاه فوتبال فورتونا سیتارد، باشگاه فوتبال خنک، باشگاه فوتبال مشلان، آ.اس موناکو، باشگاه فوتبال رن، و باشگاه فوتبال آستراس تریپولی اشاره کرد.
وی همچنین در تیم ملی فوتبال رواندا بازی کرده‌است.